# Brandon Lewis
Brandon Kenneth Lewis (Londres, Inglaterra, 20 de junio de 1971) es un político británico que se desempeñó como secretario de Estado de Justicia y lord canciller desde septiembre de 2022 hasta octubre del mismo año. Se desempeñó como presidente del Partido Conservador de 2018 a 2019 y secretario de Estado de Irlanda del Norte de 2020 a 2022. Miembro del Partido Conservador, ha sido Miembro del Parlamento de Great Yarmouth desde 2010.
Nacido en Harold Wood, Londres, Lewis asistió a la Forest School independiente. Estudió economía en la Universidad de Buckingham y se cambió a King's College London para obtener su maestría. Luego comenzó una carrera como abogado. Fue concejal del Brentwood Borough Council de 1998 a 2009 y se desempeñó como líder del consejo de 2004 a 2009. Lo eligieron para Great Yarmouth en la elección general de 2010.
Lewis se desempeñó como Ministro de Estado de Vivienda y Planificación de 2014 a 2016, Ministro de Estado de Inmigración de 2017 a 2018, Ministro de Estado para la Seguridad y para la Salida de la UE y la Preparación sin Acuerdo de 2019 a 2020 y Presidente del Partido Conservador y Ministro sin Cartera de 2018 a 2019. En la reorganización del gabinete de 2020, fue trasladado al puesto de secretario de Estado para Irlanda del Norte. Renunció durante la crisis de Gobierno de 2022 . El 6 de septiembre de 2022, Lewis fue nombrado Lord Canciller y Secretario de Estado de Justicia.

## Gobierno local
En mayo de 1998, Lewis fue elegido por primera vez como representante del Partido Conservador cuando se convirtió en Concejal del distrito de Hutton South en el Consejo del distrito de Brentwood.
Se presentó sin éxito como candidato del Partido Conservador para las elecciones en el distrito electoral de Sherwood en las elecciones generales de 2001; perdió ante Paddy Tipping, el candidato del Partido Laborista, con el 34% de los votos.
Fue reelegido para el consejo municipal de Brentwood en 2002 y 2006 con una mayor proporción de votos. Más tarde se convirtió en líder del Grupo Conservador en 2002 y líder del consejo en 2004, luego de que su partido tomara el control de la autoridad local. Permaneció en este cargo hasta 2009, cuando renunció como concejal en Essex para concentrarse en buscar la elección como diputado en Norfolk.
Durante su tiempo como líder del consejo, fue coanfitrión de The Eric and Brandon Show con el parlamentario local Eric Pickles en Phoenix FM, una estación de radio local en Brentwood.

## Carrera parlamentaria

### Carrera parlamentaria temprana
En 2006, Lewis fue seleccionado como posible candidato parlamentario conservador en el distrito electoral de Great Yarmouth ; fue elegido en las elecciones generales de 2010, derrotando al diputado laborista en funciones Tony Wright con una mayoría de poco más de 4000, un giro a los conservadores del 8,7% en el escaño que era el número 66 en su lista de escaños objetivo. Lewis se había presentado al Parlamento con una "promesa de gastos limpios", prometiendo ser "completamente abierto sobre mis gastos".
Lewis sirvió en el Comité Selecto de Trabajo y Pensiones y el Comité Selecto de Reforma Regulatoria desde su elección hasta 2012. Ha sido miembro de varios grupos parlamentarios de todos los partidos, incluido el tiempo como presidente del grupo de Crecimiento Local y copresidente de un grupo que discute la erosión costera. Un informe del grupo de Crecimiento Local en septiembre de 2012, cuando estaba presidido por Lewis, criticó al Gobierno por un enfoque "no coordinado" de su política de Asociación de Empresas Locales que, según Lewis, dejó "brechas y debilidades".

Lewis ha realizado una variedad de campañas como miembro del parlamento de Great Yarmouth. Las campañas han incluido oponerse a la eliminación de pases de autobús gratuitos para niños en edad escolar en Belton & Burgh Castle, reducir el impuesto sobre el combustible, proteger los servicios de autobús de Norfolk, y mejorar la estación de tren de Great Yarmouth.

## Vida personal
Lewis se casó con Justine Rappolt en 1999; La pareja tiene dos hijos. Completó el Maratón de Londres en 2005 y 2008 y menciona el triatlón como un interés. Es miembro del Carlton Club.